# Salvatore Bonanno
Salvatore Bonanno (New York, 5 november 1932 – Tucson (Arizona), 1 januari 2008) was een Amerikaans crimineel, (scenario)schrijver en televisieproducent. Hij is beter bekend onder de naam Bill Bonanno.

## Biografie
Bill was de zoon van de bekende Amerikaanse maffioso Joseph Bonanno en diens vrouw Fay Labruzzo. De familie Bonanno was berucht door de vele misdaden die ze pleegde en de bloedige vetes die ze uitvocht met rivaliserende maffiafamilies. De familie werd door de staat New York verbannen en gedwongen ergens anders te leven. 
Bill Bonanno ging naar school in Brooklyn, maar al snel verhuisde de omvangrijke familie Bonanno naar Long Island. Op 10-jarige leeftijd kreeg hij te maken met een ernstige oorinfectie. Dat gebeurde rond dezelfde tijd dat de familie noodgedwongen uit New York moest vertrekken. De Bonanno's bouwden een nieuw leven op in de staat Arizona. Ze kozen voor deze staat, omdat het droge klimaat daar bevorderlijk was voor het herstel van de ziekte van de kleine Bill. 
Bonanno lag vaak overhoop met zijn ouders, die hem uiteindelijk naar een kostschool stuurden. Hij ontpopte zich daar tot probleemkind en werd geschorst toen hij zijn medestudenten naar een museum moest begeleiden, maar ze meenam naar een bloedige film in de bioscoop. Bill mocht daarna wel de lessen op de kostschool blijven bijwonen, maar slapen deed hij in een motel. 
Nadat hij met moeite zijn kostschooljaren had doorstaan, ging hij naar de Universiteit van Arizona. Hij stond daar wel ingeschreven, maar volgde nauwelijks colleges. De invloed van zijn vader zorgde ervoor dat hij helemaal niets meer aan zijn studie ging doen. Joseph Bonanno had zijn zoon nodig voor zijn maffiosoactiviteiten. 
Eerst was het de bedoeling dat Bill de legale activiteiten van de familie zou uitvoeren, zoals het beheren en verkopen van stukken grond, fabrieken en vastgoed. Daarna zakte hij steeds verder weg in de misdadige plannen die zijn familie had en waarin ook Bill werd betrokken. Uiteindelijk kreeg Bill problemen met zijn eigen familie, toen hij als enige tijdens een familievergadering tegen het plan stemde om drugs het land binnen te smokkelen. 
In 1950 dook Joseph Bonanno onder in Californië omdat hij in Arizona was gedagvaard. De familie Bonanno zat zonder leider en de maffioso Gaspare di Gregorio wierp zich op als de nieuwe leider van de familie Bonanno. Di Gregorio zag Bill Bonanno als bedreiging, omdat hij de jongste zoon was van de familie en Joseph graag wilde dat zijn eigen zoon hem zou opvolgen als leider. Di Gregorio besloot daarom Bill uit de weg te ruimen. Bill werd op 28 januari 1966 op straat in Brooklyn, New York 20 keer beschoten door handlangers van Di Gregorio, maar Bill overleefde de aanslag en raakte zelfs niet lichtgewond. 
De criminele activiteiten van Joseph Bonanno, die inmiddels weer op vrije voeten was, namen af toen hij in 1968 een hartaanval kreeg. Hij wist de rivaliserende familie Profaci tot een wapenstilstand te krijgen en leefde met zijn familie een aantal jaren in relatieve rust.
Bill Bonanno bleef na 1968 echter actief in criminele daden. In totaal heeft hij 12 jaar gevangenisstraf uitgezeten, onder andere voor de grootschalige fraude die hij in 1985 pleegde. Hij lichtte toen gepensioneerden in Californië op die van hem een stuk grond hadden gekocht om een huis op te bouwen. De grond bleek niet van hem te zijn en veel ouderen zagen hun rustige oude dag in rook opgaan. 
Nadat hij was vrijgekomen, ging Bonanno werken als producent voor tv-series die zijn eigen misdaden en die van zijn familie als onderwerp hadden. In 1999 bracht hij met zijn zus een autobiografie uit: 'Bound By Honor: A Mafioso's Story'. Later schreef hij het scenario voor de film 'Bonanno: A Godfather's Story'.
Salvatore 'Bill' Bonanno stierf in de ochtend van 1 januari 2008 aan een hartaanval op 75-jarige leeftijd. Hij is bijgezet in het familiegraf van de Bonanno's bij zijn vader in Tucson, Arizona.
- Bibliothèque nationale de France: cb16574266r (data)
- International Standard Name Identifier: 0000 0000 3787 8344
- Library of Congress Control Number: n99010349
- Bibliotheek van het Japanse parlement: 00871721
- Nationale Bibliotheek van Tsjechië: xx0258107
- Nederlandse Thesaurus van Auteursnamen: 321404947
- Istituto Centrale per il Catalogo Unico: PALV052162
- Système universitaire de documentation: 189566116
- Virtual International Authority File: 26392109
- WorldCat: E39PBJpyvwVtCmqPxvM8QGrXh3